# Daniel von dem blühenden Tal
Daniel von dem blühenden Tal (Daniele della Valle Fiorita) è un poema arturiano composto intorno al 1220 dal poeta alto-tedesco medio Der Stricker, che affermò di aver ascoltato la storia da un trovatore francese
. Racconta di come Sir Daniel, erede del regno di Blumenthal, diventa un Cavaliere della Tavola Rotonda e si impegna in fantastiche avventure per difendere la terra di Re Artù da un sovrano nemico.

## Sinossi
Artù accoglie Daniel alla Tavola Rotonda dopo che egli sconfigge altri formidabili cavalieri, tra cui Sir Parsifal e Sir Gawain. Poco tempo dopo, tuttavia, arriva un araldo in forma di gigante invincibile a cavallo di un cammello, con un messaggio da un potente nemico, il re Matur. L'araldo chiede ad Artù di giurare fedeltà immediata a Matur, spiegando che il suo paese è difeso dagli artifici di un inventore che ha creato un palazzo mobile portato da elefanti da guerra, giganti invincibili (di cui lui è uno) e un drago meccanico il cui grido è così intollerabile che fa coprire le orecchie anche ai combattenti più fedeli, rendendoli inutili. D'altra parte, l'araldo sostiene che la sottomissione al suo padrone porta i suoi vantaggi. La terra è fertile, le condizioni di vassallaggio sono leggere e le donne sono meravigliose. Ognuna di esse mantiene intatta la sua carnagione, per mezzo di un bellissimo uccello canoro chiamato Babian, che è addestrato a librarsi su di loro e a proteggerle dal sole con la sua ombra.
Artù chiede tempo mentre raduna le sue truppe, ma nel frattempo Daniel sgattaiola fuori dal castello con l'intenzione di combattere Matur da solo. Lungo la strada, si imbatte in una serie di avventure che, sul momento, non gli sembrano altro che incidenti secondari che lo ritardano dal suo vero scopo. Questi includono il salvataggio di una damigella dalle attenzioni di un nano malvagio, dopo essere stato egli stesso salvato da un'altra nobildonna per mezzo di una rete magica, e il superamento di un'orda di mostri senza pancia. Ma queste avventure gli permettono di acquisire una spada magica che è cruciale per la vittoria finale su Matur. Daniel viene quindi nominato re vassallo di Artù sull'ex regno di Cluse di Matur. Dopo la vittoria su Matur, lo stesso Artù viene rapito dal padre dei giganti che Daniel ha ucciso durante la sua avventura. Il gigante pone Artù sulla cima di una montagna per farlo morire di fame, e viene salvato da Daniel per mezzo della rete magica.

## Analisi
Questo poema epico arturiano, a lungo trascurato, non rientra in nessuna delle categorie riconosciute della letteratura arturiana ed è quindi una forma letteraria a sé stante; come tale occupa un posto unico nella letteratura tedesca. Lo spirito dell'epopea eroica pervade Daniel, in contrasto con altri romanzi cortesi arturiani: il prestigio di Daniel deriva dalle sue capacità di combattente, piuttosto che dalla sua esemplificazione degli ideali cortesi, l'attenzione sull'importanza delle relazioni vassallo-monarca pervade ovunque la storia, e Artù prende parte alle ostilità, contrariamente alla sua rappresentazione come un roi fainéant in altre opere. 
In reazione al Daniel, un altro poeta tedesco, Der Pleier, scrisse poco dopo Garel von dem blühenden Tal, un'opera che ebbe all'epoca maggior fortuna: Der Pleier considerò Daniel troppo brutale e astuto per diventare un vero eroe, e scrisse la sua opera più nello spirito degli ideali cortesi del tempo. Mentre la popolarità di Daniel svaniva, Garel continuava ad essere ammirato e fino al 1400 il Castello di Runckelstein, vicino a Bolzano, era decorato con affreschi di scene tratte dal Garel.